# Liste des évêques et archevêques de Pampelune
Pour un article plus général, voir Archidiocèse de Pampelune et Tudela.

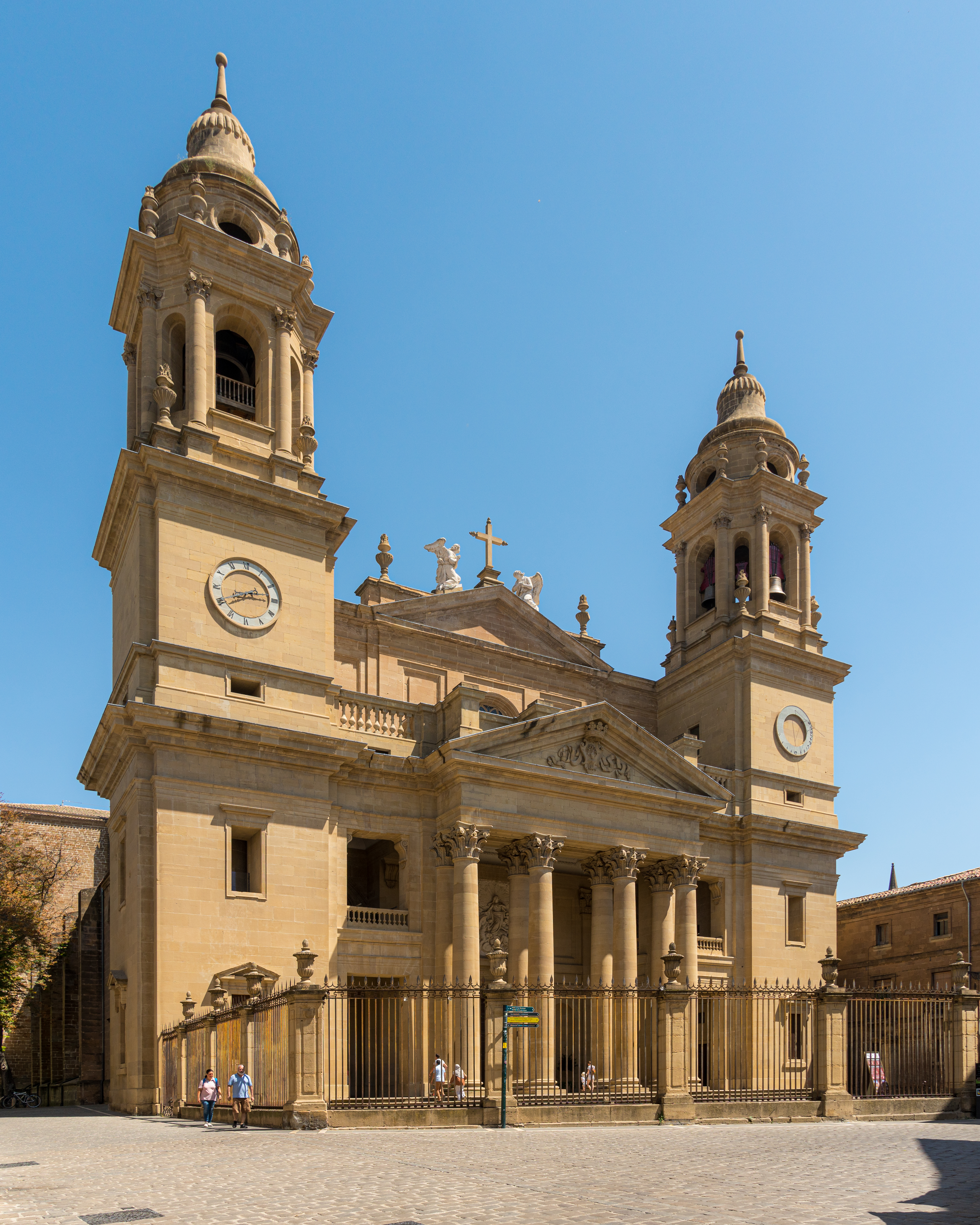
La cathédrale de Pampelune.

Liste des évêques de Pampelune (Espagne) de 589 à 1958, puis des archevêques de Pampelune de 1958 à aujourd'hui :

## Évêques de Pampelune

### IIIesiècle
- vers 272-303 : saint Firmin, personnage (semi-légendaire) dont la tradition catholique place la naissance à Pampelune mais lui attribue le siège épiscopal d'Amiens, où il serait mort en martyr

### VIesiècle
- vers 589-592 : Liliolo, qui aurait participé au troisième concile de Tolède (589), par lequel le christianisme nicéen (catholicisme) devient la religion officielle du royaume wisigoth à la place du christianisme arien, ainsi qu'à un concile tenu à Saragosse en 592 pour régler divers problèmes posés par ce changement de confession

### VIIesiècle
- vers 610 : Juan I
- vers 683 : Atilano
- vers 693 : Marciano

### IXesiècle
- vers 829 : Opilano
- 848-860 : Wilesindo
- 876-914 : Jimeno

### Xesiècle
- 918-922 : Basilio
- 922-928 : Galindo
- 928-947 : Valentín
- vers 971-972 : Blasco I
- vers 979 : Bibas
- 983-985 : Julián
- 981-997 : Sisebuto

### XIesiècle
- 1000-1005 : Eximeno
- 1015-1024 : Sancho « El Mayor » (« le Grand »)
- 1025-1051 : Sancho « El Menor » (« le Petit »)
- 1052-1068 : Juan II
- 1070-1076 : Blasco II
- 1077-1083 : García Ramírez, frère du roi Sanche V de Navarre
- 1083-1115 : Pedro de Roquez ou de Anduque (Pierre d'Andoque), ex-moine de Sainte-Foy de Conques

### XIIesiècle
- 1122 : Guillermo
- 1122-1142 : Sancho de Larrosa
- 1143-1159 : Lope de Artajona
- 1160-1164 : Sancho
- 1162-1164 : Pedro Compostelano
- 1163 : Raimundo (1)
- 1165-1166 : Bibiano
- 1167-1193 : Pedro de Paris
- 1193-1194 : Martín (élu)
- 1194-1205 : García Fernández

### XIIIesiècle
- 1205-1211 : Juan de Tarazona
- 1212-1215 : Espárago de la Barca
- 1215-1219 : Guillermo de Santonge
- 1220-1229 : Ramire de Navarre, fils du roi Sanche VII de Navarre
- 1230-1238 : Pedro Ramírez de Piedrola
- 1241-1266 : Pedro Jiménez de Gazólaz
- 1268-1277 : Armingo
- 1277-1286 : Miguel Sánchez de Uncastillo
- 1288-1304 : Miguel Periz de Legaria

### XIVesiècle
- 1310-1316 : Arnaldo de Puyana
- 1316-1317 : Guillaume Méchín
- 1317 : Raoul Rousselet
- 1317 : Miguel de Maucondiut (élu)
- 1317 : Semen García de Asiaín (élu)
- 1318-1355 : Arnaldo de Barbazán
- 1355-1356 : Pierre de Monteruc
- 1356-1364 : Miguel Sánchiz de Asiaín
- 1364-1377 : Bernardo Folcaut
- 1377-1390 : Martín de Zalba (administrateur 1390-1403)

### XVesiècle
- 1404-1406 : Miguel de Zalba (administrateur)
- 1406-1407 : Martín de Eusa (vicaire général)
- 1407-1408 : Nicolás López de Roncesvalles (vicaire)
- 1408 : García de Aibar (vicaire général)
- 1408-1420 : Lancelot de Navarre (vicaire général), fils du roi Charles III de Navarre
- 1420-1425 : Sancho Sánchiz de Oteiza
- 1426-1456 : Martín de Peralta I
- 1457-1458 : Martín de Peralta II
- 1458-1462 : Juan Bessarion (administrateur)
- 1462-1469 : Nicolás de Echávarri
- 1473-1491 : Alfonso Carrillo
- 1491-1492 : César Borgia (aussi archevêque de Valence, et fils du pape Alexandre VI)
- 1492-1507 : Antonio Pallavicino Gentili (administrateur)
- Fazio Giovanni Santori (1507-1510) (administrateur)

### XVIesiècle
- 1510-1512 : Amanieu d’Albret (administrateur) (1re fois), frère du roi Jean III de Navarre et beau-frère de César Borgia
- 1512-1517 : Juan Rufo (administrateur)
- 1517-1520 : Amanieu d’Albret (administrateur) (2e fois)
- 1520-1538 : Alessandro Cesarini (administrateur)
- 1538-1539 : Juan Reina
- 1539-1545 : Pedro Pacheco Ladrón de Guevara (aussi évêque de Jaén)
- 1545-1550 : Antonio de Fonseca (Augustin)
- 1550-1561 : Alvaro Moscoso (aussi évêque de Zamora)
- 1561-1573 : Diego Ramírez Sedeño de Fuenleal
- 1575-1577 : Antonio Manrique Valencia
- 1578-1587 : Pedro de Lafuente
- 1588-1596 : Bernardo de Rojas y Sandoval (aussi évêque de Jaén)
- 1596-1600 : Antonio Zapata y Cisneros (aussi archevêque de Burgos)

### XVIIesiècle
- 1600-1606 : Mateo Burgos Moraleja (O.F.M.[Quoi ?]) (aussi évêque de Sigüenza)
- 1606-1610Antonio Benegas Figueroa (aussi évêque de Sigüenza)
- 1612-1620 : Prudencio Sandobal (O.S.B.[Quoi ?])
- 1621-1622 : Francisco Hurtado de Mendoza y Ribera (aussi évêque de Malaga)
- 1623-1625 : Cristóbal Lobera Torres () (aussi évêque de Cordoue)
- 1625-1627 : José González Díez, O.P. (aussi archevêque de Saint-Jacques de Compostelle)
- 1627-1637 : Pedro Fernández Zorrilla
- 1639-1647 : Juan Queipo de Llano Flores (aussi évêque de Jaén)
- 1648-1657 : Francisco Díaz Alarcón y Covarrubias (aussi évêque de Cordoue)
- 1658-1663 : Diego de Tejada y la Guardia
- 1664-1670 : Andrés Girón
- 1670-1683 : Pedro Roche
- 1683-1692 : Juan Grande Santos de San Pedro
- 1693-1698 : Toribio Mier

### XVIIIesiècle
- 1700-1710 : Juan Iñiguez Arnedo
- 1713-1716 : Pedro Aguado, C.R.M.
- 1716-1725 : Juan Camargo Angulo
- 1725-1728 : Andrés Murillo Velarde
- 1729-1734 : Melchor Angel Gutiérrez Vallejo
- 1735-1742 : Francisco Ignacio Añoa Busto (aussi archevêque de Saragosse)
- 1742-1767 : Gaspar Miranda Argáiz
- 1768-1778 : Juan Lorenzo Irigoyen Dutari
- 1779-1783 : Agustín Lezo Palomeque (aussi archevêque de Saragosse)
- 1785-1795 : Esteban Antonio Aguado Rojas
- 1795-1803 : Lorenzo Igual Soria (aussi évêque de Plasencia)

### XIXesiècle
- 1804-1814 : Veremundo Anselmo Arias Teixeiro (aussi archevêque de Valence)
- 1815-1829 : Joaquín Javier Uriz Lasaga
- 1829-1861 : Severo Leonardo Andriani Escofet
- 1861-1870 : Pedro Cirilo Uriz Labayru
- 1875-1886 : José Oliver y Hurtado
- 1886-1899 : Antonio Ruiz-Cabal y Rodríguez

### XXesiècle
- 1899-1923 : José López Mendoza y García (Augustin)
- 1923-1928 : Matteo Múgica y Urrestarazu (aussi évêque de Vitoria)
- 1928-1935 : Tomás Muñiz Pablos (aussi archevêque de Saint-Jacques-de-Compostelle)
- 1935-1946 : Marcelino Olaechea Loizaga (S.D.B.) (aussi archevêque de Valence)
- 1946-1968 : Enrique Delgado y Gómez (archevêque à partir de 1956)

## Archevêques de Pampelune
- 1946-1968 : Enrique Delgado y Gómez (archevêque à partir de 1956)
- 1968-1971 : Arturo Tabera Araoz, C.M.F. (cardinal en 1969)
- 1971-1978 : José Méndez Asensio (transféré à Grenade)
- 1978-1993 : José María Cirarda Lachiondo
- 1993-2007 : Fernando Sebastián Aguilar (C.M.F.)
- 2007-2023 : Francisco Pérez González
- depuis 2023 : Florencio Roselló Avellanas (es) (O. de M.)